# Marie-Caroline Le Pen
Pour les articles homonymes, voir Le Pen.
Marie-Caroline Le Pen (prononcé [lə pɛn]), née le 23 janvier 1960 à Neuilly-sur-Seine (Hauts-de-Seine), est une femme politique française.
Aînée des trois filles de Jean-Marie Le Pen et de sa première épouse Pierrette Lalanne, elle s'engage dès sa jeunesse au Front national (FN) et auprès de son père. 
Elle est conseillère régionale d'Île-de-France de 1992 à 2004.
Lors de la scission du FN en 1998, elle suit Bruno Mégret au sein du Mouvement national républicain (MNR) avec son deuxième mari, Philippe Olivier.
Après une rupture avec sa famille, elle se rapproche de sa sœur Marine Le Pen à partir de la fin des années 2000, pour finalement revenir au FN en 2016. Elle est réélue au conseil régional d'Île-de-France en 2021.

## Biographie

### Vie privée
Marie-Caroline Le Pen naît le 23 janvier 1960 à Neuilly-sur-Seine ; elle a pour parrains Jean-Louis Tixier-Vignancour et Jacques Dominati,.
Elle étudie au lycée Camille-Sée, dans le 15e arrondissement de Paris.
En 1987, elle épouse Jean-Pierre Gendron. Divorcée en 1991, elle se remarie en 1999 avec Philippe Olivier, avec qui elle a une fille et un fils, Nolwenn et Pierre, qui rejoignent Quentin ainsi que deux garçons que Philippe Olivier a eus avant son veuvage. Nolwenn Olivier est en couple avec Jordan Bardella. Au total, Marie-Caroline Le Pen est mère et belle-mère de cinq enfants.
Dans les années 2010, elle travaille à temps réduit dans l'immobilier.

### Ascension au Front national
Selon Caroline Fourest et Fiammetta Venner, elle « a été élevée pour succéder à son père ».
Elle s'engage jeune en politique, au sein du Front national (FN). Elle indique que cette initiative est motivée en premier lieu par les « attaques dont ma famille a été la victime. C’est en tout cas de cette manière que j’ai pris conscience de la politique et que par la suite j’ai choisi mon camp et que je n’en ai plus changé ». Elle a d'abord pour conjoint Jean-Pierre Gendron, qui exerce, comme les autres gendres de Jean-Marie Le Pen, une influence notable dans la vie du FN.
En vue de l'élection présidentielle de 1974, elle assiste Christian Baeckeroot et son épouse Myriam pour le recueil des cent signatures nécessaires au dépôt de la candidature de son père. Elle intègre le Front national de la jeunesse (FNJ) en 1975.
Elle dirige National-Vidéo, qui produit les cassettes vidéo du Front national, la Société d'études et de relations publiques (SERP), et la société de diffusion musicale fondée par son père (également commercialisée sous l'anagramme PRES). Elle utilise alors le pseudonyme « Marie-Caroline Duick », et écrit sous ce nom quelques articles dans Le Figaro Magazine.
Elle participe à la campagne de son père en vue de l'élection législative partielle de 1983 dans la deuxième circonscription du Morbihan. Elle se présente aux élections cantonales de mars 1985 dans le canton de Neuilly-sur-Seine-Nord, où elle obtient 16,1 % des voix au premier tour face au maire RPR, Nicolas Sarkozy, puis à nouveau dans ce même canton aux élections d'octobre 1988 et de mars 1992 face au président du conseil général, Charles Pasqua. Ce dernier l'aide matériellement en 1985, puisqu'il en voulait à Nicolas Sarkozy, qui l'avait empêché de devenir maire de Neuilly.
Après avoir siégé à la commission culture du conseil régional d'Île-de-France à partir de 1986, elle est élue conseillère régionale lors des élections de 1992, sur la liste FN dans les Hauts-de-Seine,.
Elle est aussi candidate aux élections législatives à deux reprises dans la 6e circonscription des Hauts-de-Seine face à Nicolas Sarkozy. En mars 1993, elle remporte 12,01 % des voix au premier tour. Puis, lors de l'élection législative partielle organisée en septembre 1995, Marie-Caroline Le Pen réussit à le mettre en ballotage et accède au second tour, à l'issue duquel elle s'incline avec 24,04 % des voix.
Elle est élue au comité central du FN en mars 1997.
Candidate aux élections législatives de juin 1997, dans la 8e circonscription des Yvelines, elle arrive en tête au premier tour avec 28,48 % des voix. Durant l'entre-deux-tours, elle reçoit, pour la première fois, le soutien de son père qui se rend à Mantes-la-Jolie où il défraie la chronique en empoignant violemment la candidate socialiste Annette Peulvast-Bergeal et en insultant un manifestant devant les caméras de la télévision. Au second tour, dans le cadre d'une triangulaire, elle obtient 24,09 % des voix, face au député sortant RPR Pierre Bédier et à Annette Peulvast-Bergeal, qui est élue. Son résultat du second tour est inférieur au précédent,.
Aux élections régionales de 1998, elle figure en deuxième position sur la liste FN des Hauts-de-Seine, qui obtient 13,75 % des voix, et est réélue conseillère régionale d'Île-de-France.

### Rupture avec le FN et sa famille
Lors de la scission provoquée par Bruno Mégret au sein du Front national, Marie-Caroline Le Pen décide, avec son mari Philippe Olivier, de se rallier à Bruno Mégret. Elle fait une tentative de médiation entre les parties à l'aide d'une « charte de réconciliation nationale », que signe Bruno Mégret. En réaction, son père parle, au journal de vingt heures de TF1, des « femmes qui ont l'habitude de suivre leur mari ou leur amant plutôt que leur père »,. Elle quitte alors le domicile de son père à Saint-Cloud. L'Express indique qu’elle était « la fille initialement appelée à succéder », ce qu'elle qualifiera par la suite de « légende de journalistes ».
En 1999, elle est numéro quatre sur la liste du Mouvement national républicain aux élections européennes. Le 31 mai 2000, Philippe Olivier et elle démissionnent du MNR, en désaccord avec l'influence des conceptions de Pierre Vial et Terre et Peuple sur l'Europe ethnocentrée.
Elle quitte alors la vie politique.

### Rapprochement avec Marine Le Pen et retour au FN
Lors de la campagne pour les élections législatives de 2007, elle accompagne Marine Le Pen sur les marchés dans la circonscription d'Hénin-Beaumont.
Le 26 décembre 2008, elle est présente avec son père Jean-Marie au spectacle de Dieudonné au Zénith de Paris, au cours duquel il fait monter Robert Faurisson sur scène.
Lorsque Georges Tron est mis en examen pour viol en réunion et placé sous contrôle judiciaire en 2011,, l'accusé voit dans cette affaire une manœuvre de Marie-Caroline Le Pen, qui lui avait déjà reproché un emploi aidé en faveur de la belle-sœur du maire de Draveil.
En 2011, Marine Le Pen indique : « Je lui ai totalement pardonné son ralliement à Mégret parce que c'est ma sœur et que nos enfants sont cousins ».
Alors que les liens sont rompus avec son père après son choix de suivre Bruno Mégret, elle sort pour la première fois de son silence en 2015, lors de la suspension de son père par le bureau politique du FN, avec quelques tweets qui s’apparentent à un soutien à Jean-Marie Le Pen. Elle réintègre le FN avec son mari l’année suivante.
Le 4 avril 2017, elle apparaît, lors du débat télévisé qui oppose les 11 candidats à l'élection présidentielle, aux côtés de Gilbert Collard et Florian Philippot dans le public derrière Marine Le Pen. Elle travaille bénévolement à la campagne de sa sœur, aidant notamment à organiser les réunions publiques. En octobre 2017, Challenges relève qu'elle a déposé à l’Institut national de la propriété industrielle une demande pour la marque « Union nationale » et qu'elle devrait en devenir propriétaire début février 2018, soit quelques semaines avant le congrès du Front national qui doit notamment entériner un nouveau nom pour le parti. Finalement, le Front national devient le Rassemblement national (RN).
En juin 2018, elle se réconcilie publiquement avec son père à l'occasion de son 90e anniversaire, en présence de ses deux sœurs.
Installée un an sur la Côte d'Opale, elle est candidate en 18e position sur la liste du Rassemblement national à Calais, conduite par Marc de Fleurian, lors des élections municipales de 2020,. Elle n’est pas élue.
Aux élections régionales de 2021 en Île-de-France, elle figure en deuxième position sur la liste conduite par Jordan Bardella dans les Hauts-de-Seine. Elle fait ainsi son retour au conseil régional d'Île-de-France, cette liste ayant obtenu 10,8 % des voix au second tour,.
Elle organise les déplacements de Marine Le Pen durant la campagne présidentielle de 2022. Candidate aux élections législatives de la même année dans la sixième circonscription des Hauts-de-Seine, elle arrive en cinquième position du premier tour avec 7,36 % des suffrages, soit un score en très net recul par rapport à 1993 et 1995.
Lors des élections législatives de 2024,  Marie-Caroline Le Pen se présente dans la quatrième circonscription de la Sarthe, ancienne circonscription de François Fillon. Au second tour, c'est en opposition avec la candidate de gauche LFI sortante, investie par le NFP, Élise Leboucher, qu'elle se qualifie. En ballottage nettement défavorable initialement, celle-ci la bat de justesse, puisqu'elle obtient 50,23% des suffrages exprimés, ayant bénéficié du désistement de la candidate du camp présidentiel, Sylvie Casenave-Péré, qui figurait de justesse également en deuxième position d'une triangulaire au soir des résultats le 30 juin, avec 35 voix de retard sur son adversaire insoumise. Élise Leboucher avait aussi remporté de peu la circonscription face à l'extrême droite aux précédentes élections législatives.

## Prises de position
En 2015, Marie-Caroline Le Pen se définit comme « catholique, nationaliste et moderne ». Selon L'Express, elle qualifie le projet de sortie de la France de la zone euro de « programme anxiogène » et « penche du côté du bonapartisme et de l'union des droites », comme son mari Philippe Olivier.
Elle s'oppose à la loi de 2013 ouvrant le mariage aux couples de personnes de même sexe et déjuge la position du FN sur le sujet.
Elle critique « l'hypocrisie » de certaines féministes, lesquelles, selon elle, ne se positionnent pas sur le fait que des femmes « n'ont plus le droit de s'habiller comme elles veulent dans la rue ».
Elle est reçue à Moscou en 2018 par Konstantin Malofeïev, un oligarque nationaliste ultra-conservateur proche de Vladimir Poutine, soupçonné d’être derrière le premier prêt russe du Rassemblement national, d’avoir joué un rôle décisif dans l’annexion de la Crimée et d’avoir financé des séparatistes prorusses dans le Donbass. Son mari Philippe Olivier, eurodéputé RN, s’est également déplacé en Crimée deux ans plus tard, en tant qu'observateur du référendum constitutionnel.

## Résultats électoraux

### Élections législatives
| Année | Circonscription       | 1er tour | 1er tour | 1er tour  | 2d tour | 2d tour | 2d tour |
| Année | Circonscription       | %        | Place    | Issue     | %       | Place   | Issue   |
| ----- | --------------------- | -------- | -------- | --------- | ------- | ------- | ------- |
| 1993  | 6e des Hauts-de-Seine | 12,01    | 2e       | Éliminée  |         |         |         |
| 1995  | 6e des Hauts-de-Seine | 16,37    | 2e       | Qualifiée | 24,04   | 2de     | Battue  |
| 1997  | 8e des Yvelines       | 28,48    | 1re      | Qualifiée | 24,09   | 3e      | Battue  |
| 2022  | 6e des Hauts-de-Seine | 7,36     | 5e       | Éliminée  |         |         |         |
| 2024  | 4e de la Sarthe       | 39,26    | 1re      | Qualifiée | 49,77   | 2de     | Battue  |